# Mycetophila sublaninensis
Mycetophila sublaninensis är en tvåvingeart som beskrevs av Duret 1981. Mycetophila sublaninensis ingår i släktet Mycetophila och familjen svampmyggor. Inga underarter finns listade i Catalogue of Life.